# Serge Merlin
Serge Merlin, nato Serge Henri Antoine Merle (Oued Tlelat, 29 dicembre 1932 – Parigi, 16 febbraio 2019), è stato un attore francese.
Divenne noto per aver recitato nel film Il favoloso mondo di Amélie, dove interpretava il pittore Raymond Dufayel.

## Filmografia

### Cinema
- Samson, regia di Andrzej Wajda (1961)
- Le Chanson de Roland, regia di Frank Cassenti (1978)
- Tusk, regia di Alejandro Jodorowsky (1980)
- Danton, regia di Andrzej Wajda (1983)
- La città perduta (La cité des enfants perdus), regia di Jean-Pierre Jeunet (1995)
- Il favoloso mondo di Amélie (Le Fabuleux Destin d'Amélie Poulain), regia di Jean-Pierre Jeunet (2001)
- Sotto falso nome, regia di Roberto Andò (2004)
- L'uomo che ride (L'homme qui rit), regia di Jean-Pierre Améris (2012)
- Un peuple et son roi, regia di Pierre Schoeller (2018)

### Televisione
- Les enquêtes du commissaire Maigret - serie TV, 1 episodio (1967)
- Il conte di Montecristo (Le Comte de Monte Cristo) - miniserie TV, regia di Josée Dayan (1998)
- Nicolas Le Floch - serie TV, 1 episodio (2009)

## Doppiatori italiani
- Luciano Melani in La città perduta
- Gianni Musy in Il favoloso mondo di Amélie
- Marcello Tusco in Danton
- Roberto Herlitzka in Sotto falso nome